# Aeropuerto 75
 Aeropuerto 75  es una película del género catástrofe y suspenso de 1974, dirigida por Jack Smight y protagonizada por Charlton Heston, Karen Black, George Kennedy, Gloria Swanson, Linda Blair, Dana Andrews y Myrna Loy, entre otras grandes figuras del cine.
Es la secuela de la película Airport, del año 1970, y la segunda parte de la saga de películas del mismo nombre.

## Argumento
Un Boeing 747 - 100 en vuelo hacia Los Ángeles despega desde el Aeropuerto Dulles de Washington D.C con 128 pasajeros a bordo. Estando a punto de aterrizar en Salt Lake debido a que el aeropuerto de los Ángeles está cerrado por niebla, sufre una colisión cuasifrontal con una avioneta bimotor. Como resultado del choque el copiloto y el ingeniero de vuelo mueren, el capitán queda gravemente herido y el avión no tiene quien lo controle. De momento vuela con el piloto automático, y la primera azafata, Nancy (jefe de cabina), se comunica con el control de vuelo. La situación es crítica ya que el Jumbo tiene al frente montañas de 11 000 pies. Nancy logra controlar el avión y salvarlo de un choque con las montañas aunque no llega a controlarlo totalmente. 
Para que el avión aterrice con su pasaje sano y salvo no existe otra solución que introducir un piloto en la cabina de mando, maniobra muy difícil y arriesgada. El primer piloto de reemplazo muere al intentar introducirse en el aparato, por lo que el segundo en intentarlo es Alan Murdock, que logra introducirse y finalmente aterrizar el 747.

## Reparto
- Charlton Heston - Alan Murdock
- Karen Black - Nancy Pryor
- George Kennedy - Joe Patroni
- Gloria Swanson - Gloria Swanson
- Efrem Zimbalist Jr. - Capitán Stacy
- Susan Clark - Helen Patroni
- Helen Reddy - Hermana Ruth
- Linda Blair - Janice Abbott
- Dana Andrews - Scott Freeman

## Producción
En el filme participan varios actores reconocidos del cine como Charlton Heston y George Kennedy, y figuras de los años setenta como Linda Blair. Como curiosidad, Gloria Swanson, actriz del cine mudo y clásico, actúa interpretando el papel de una pasajera con su mismo nombre. De la misma forma actúa la célebre actriz del cine mudo y clásico Myrna Loy.
Su gran rendimiento en taquilla dejó la puerta abierta para otras secuelas.
La película "Airplane!" es una parodia de ésta.